# Arcade Fire (EP)
Arcade Fire (conocido extraoficialmente como Us Kids Know) es un extended play homónimo (EP) de la banda de indie rock Arcade Fire. El EP fue grabado en Maine, Estados Unidos, durante el verano de 2002. Arcade Fire fue remasterizado y reenvasado para su 2005 relanzamiento por Merge Records para los aficionados después de que habían «crecido obsesionado» con el álbum debut de la banda, Funeral. Fue lanzado inicialmente en 2003 por la banda en sus shows y el sitio web, y luego relanzado en 2005 por Merge. Ha recibido críticas positivas de los críticos de música, aunque algunos de ellos señalaron que era inferior a su álbum debut Funeral. Los temas líricos de Arcade Fire se componen de padres, suburbios, nuevo amor, el miedo, y drama. La tercera pista del EP, «No Cars Go», fue regrabada para el segundo álbum de larga duración de Arcade Fire, Neon Bible.

## Antecedentes y grabación
En el verano de 2002, Arcade Fire pasó brevemente a Maine para grabar el EP, ya que los padres del cantante de Win Butler recientemente se habían trasladado allí después de que su padre consiguió un trabajo de invierno de la tierra. El año siguiente, la banda auto-lanzó el EP en su página web y en sus conciertos. Arcade Fire se reunieron con las discográficas como Alien8, Absolutely Kosher, y Merge Records para lanzar su álbum debut Funeral. La banda finalmente firmó con Merge desde vocalista Win Butler gustaba bandas como Magnetic Fields y Neutral Milk Hotel que habían firmado previamente con ellos. Butler dijo que se sentía muy a gusto con Merge, pero negó que hubiera una «guerra de ofertas de la discográfica indie». En 2004, Merge comenzó a liberar el EP a través de su página web, «en un intento de saciar la demanda de un público que había crecido rápidamente obsesionado con Funeral», según Pitchfork Media. El año siguiente Merge lanzaría una versión  remasterizada y reempaquetada del EP para las tiendas.

## Composición
La primera canción «Old Flame» tiene una melodía «simple» y un tema lírico de un nuevo amor. Scott Reid, de Stylus Magazine ha opinado que la canción tenía a la banda Mercury Rev como una influencia, diciendo que «es casi un plagio de la mitad de Deserter's Songs». la siguiente canción «I'm Sleeping in a Submarine», también tiene la "alegría" de un nuevo amor, y cuenta con un coro formado por la frase «A cage is a cage, is a cage, is a cage!» «No Cars Go», la tercera canción del EP, fue descrito por Reid como «fácilmente una conexión de salida de demo en [el álbum Broken Social Scene] You Forgot It in People». Allmusic escribió que la canción, «con su conducción línea de la melodía de acordeón y voces unificadas, suena como el modelo para Funeral «Rebellion (Lies)».» Más tarde apareció reelaborado en el segundo álbum de Arcade Fire, Neon Bible.
La esposa de Butler Régine Chassagne canta en la canción «The National Anthem Woodland», y sus voces en la canción se pueden comparar con Björk. Se trata de una canción de blues con «percusión fogata». La siguiente canción «My Heart is an Apple» cuenta con la voz «soul» de Butler y las voces «infantiles» de Chassagne. Reid escribió «Headlights Look Like Diamonds» «levanta prácticamente todo el verso a partir de la [canción Broken Social Scene] «Almost Crimes (Radio Kills Remix)».» cuenta con capas de sonido continúa siendo añadidos a la canción mientras canta Butler. En el clímax de la canción,varias capas de  batería y voz entran, en lo que Sputnikmusic describió como «caos frenético». La última canción, «Vampire/Forest Fire»las letras tocan temas sobre  «padres, suburbia, apatía, y pura emoción no adulterada». En la canción, la voz de Butler crece cada vez más fuerte, mientras que los teclados juegan durante su coro. Pitchfork dijo lo siguiente de las canciones: «mientras que infunden las canciones con un temor y el drama que alcanza una intensidad de adolescentes y sangra en cada pista, nunca se retiran a una noción romántica de la infancia»

## Recepción
Arcade Fire recibió críticas positivas de los críticos. James Christopher Monger de Allmusic dio a los EP de tres estrellas y media de cinco, diciendo: «Si bien cada uno de los siete temas contenidos en este documento se realizan plenamente, son tan fuera de foco, ya que son hermosas, lo que resulta en una atmósfera onírica intangible que reduce cada corte - no importa qué tan profundo - hasta un simple rasguño». El sitio web llamado «Old Flame», «No Cars Go» y «Vampire/Forest Fire» los mejores momentos del EP. Stylus Revista dio la EP un B+, y escribió que «es un gran esfuerzo y una de la mejor comunicados de 2003 todo el mundo parecía pasar por alto, pero aún no se compara con el intenso espectáculo de su show en vivo».
Sputnikmusic escribió acerca de la EP «Con el fin de escuchar esto correctamente, yo diría que lo que necesita el primer álbum de larga duración de la banda con el fin de ver muy bien dónde esto llevó». El revisor recomienda Arcade Fire «para los que ya son fans, y si usted no es (no es una opción que yo recomiendo), esto debería ser número 2 en su lista de compras. No es difícil adivinar lo que es el numero 1». Pitchfork Media dio la EP 6,8 sobre 10, diciendo que se «encuentra a la banda todavía no está seguro de sus capacidades». La publicación de música escribió que «la estructura del sistema parecen bien menos paciente o menos dirigido, los cambios rápidos más deliberada, las estructuras más de altos cargos, y las ganancias en última instancia, menos gratificante [que Funeral]. El revisor Stephen Deusner hizo, sin embargo, dicen que «Hay momentos en los que no sólo hacen alusión a las alturas de [Funeral], pero escala tales alturas sí mismos».

## Lista de canciones
Todas las canciones escritas por Win Butler y Régine Chassagne, excepto «Headlights Look Like Diamonds», escrito por Butler, Chassagne y Josh Deu.

| N.º | Título                          | Duración |  |
| 1.  | «Old Flame»                     | 3:55     |  |
| 2.  | «I'm Sleeping in a Submarine»   | 2:46     |  |
| 3.  | «No Cars Go»                    | 6:00     |  |
| 4.  | «The Woodland National Anthem»  | 3:56     |  |
| 5.  | «My Heart Is an Apple»          | 4:25     |  |
| 6.  | «Headlights Look Like Diamonds» | 4:22     |  |
| 7.  | «Vampire/Forest Fire»           | 7:13     |  |

## Personal
Las siguientes personas han participado en la elaboración de Arcade Fire:
- Myles Broscoe – Bajo eléctrico, guitarra
- Will Butler – Bajo vertical, clarinete, rhodes guardabarros, pisador
- Win Butler – Banjo, bajo, guitarra, sintetizador, pandereta, vocales
- Régine Chassagne – Canto de pájaro, rhodes guardabarros, percusión, piano, sintetizador, voz
- Nikki Conti — Saxofón alto
- Gregus Davenport – Trompa francesa
- Josh Deu – Inserto
- Tim Kyle – Guitarra eléctrica
- Dane Mills – Bajo eléctrico, batería, pisador
- Richard Reed Parry – Bajo eléctrico, ingeniería, guitarra eléctrica, percusión
- Brendan Reed – claqué, tambores, percusión, voces
- Liza Rey – Arpa